# Aurora (Dakota du Sud)
Pour les articles homonymes, voir Aurora.
Aurora est une municipalité américaine située dans le comté de Brookings, dans l'État du Dakota du Sud. Selon le recensement de 2010, elle compte 532 habitants. La municipalité s'étend sur 0,46 milles carrés (1,19 km2).
Fondée en 1880, la localité doit probablement son nom à la ville d'Aurora dans l'Illinois.

## Démographie
| 1910 | 1920 | 1930 | 1940 | 1950 | 1960 |
| ---- | ---- | ---- | ---- | ---- | ---- |
| 236  | 246  | 166  | 225  | 202  | 232  |

| 1970 | 1980 | 1990 | 2000 | 2010 | - |
| ---- | ---- | ---- | ---- | ---- | - |
| 237  | 507  | 619  | 500  | 532  | - |